# 王吉
王 吉（おう きつ、生没年不詳）は、前漢の政治家。字は子陽。琅邪郡皋虞県（現在の山東省青島市即墨区）の人。秦の武将王離の長男の王元の後裔と伝わり、琅邪王氏の祖である。

## 略歴
若いころから『経書』を学んだ。許商に師事し、門下の優れた人物の一人として、「政事の王吉」と呼ばれた。同郡の貢禹とは友人であり、世間では「王吉が地位を得たら、貢禹も官に仕える」と言った。郡吏から孝廉に推挙され郎となった。若盧右丞となり、雲陽県の県令に遷った。賢良に推挙され昌邑国中尉となった。
このときの昌邑王は劉賀であったが、狩猟を好むなど行動が好ましくなかったので、王吉は遊興を慎むよう諫言した。昌邑王劉賀は王吉を称揚したが、行いは改まらなかった。王を諌める姿に昌邑国の人間はみな王吉を尊敬した。
昭帝が後継ぎを残さぬまま死去し、執政者の霍光は昌邑王劉賀を次の皇帝に迎えた。王吉は霍光に政治を委ねるよう進言した。しかし昌邑王劉賀は皇帝に即位して20日あまりで淫乱を理由に廃位された。昌邑国時代の臣下も国にいた時に王の罪過を報告しなかったことを理由に処刑されたが、王に諫言していた王吉と郎中令龔遂と昌邑王劉賀の学問の師の王式は死罪を免れた。
のち、益州刺史に取り立てられ、病を理由に辞職した。再度徴用され、博士・諫大夫となった。王吉は宣帝に対しても諫言したが、宣帝はあまり重用はせず、王吉は病を理由に故郷に帰った。
元帝が即位すると、使者を遣わして貢禹と王吉を徴用したが、王吉は老身であったため、道中で病死した。元帝はそれを悼み、使者を派遣して弔わせた。
子に王駿がいる。王駿はのちに御史大夫になった。
王吉は五経全てに通じ、『騶氏春秋』・『詩経』・『論語』・『易経』の梁丘賀説を好んだ。